# オスカル・ギリア (画家)
オスカル・ギリア（イタリア語: Oscar Ghiglia, 1876年8月23日 - 1945年6月14日）は、イタリアの画家である。アメデオ・モディリアーニと同郷の画家であり、イタリアで修業時代の友人であった。

## 略歴
トスカーナ州のリヴォルノで生まれた。父親を早く亡くし、子供時代に路上の物売りなどの仕事をしなければならなかった。はじめ独学で絵を描いていたが、リヴォルノの海洋画家、ウーゴ・マナレージやマッキア派の画家、ジョヴァンニ・ファットーリの弟子の画家、グリエルモ・ミケーリのスタジオで学んだ。ミケーリのスタジオなどで、モディリアーニやルウェリン・ロイド、アントニオ・デ・ヴィットといった画家たちと友人になった。
1900年に、フィレンツェに移り、ファットーリの主宰する美術学校に入学した。1901年にヴェネツィア・ビエンナーレに出展し、翌年フィレンツェの展覧会にも出展した。1902年にはモディリアーニとともにフィレンチェに住んでいた。フィレンツェで、文学者のジョヴァンニ・パピーニを中心とする知識人の中で活動した。
1914年にリヴォルノ県のリゾート地、カスティリオンチェッロに移り、室内画や静物画を描くようになった。展覧会などへの出展も少なくなった。
息子のヴァレンティーノ・ギリア（1903年 - 1960年）も画家になり、同名の孫、オスカー・ギリア（1938年 - 2024年）はギタリストになった。

## 作品

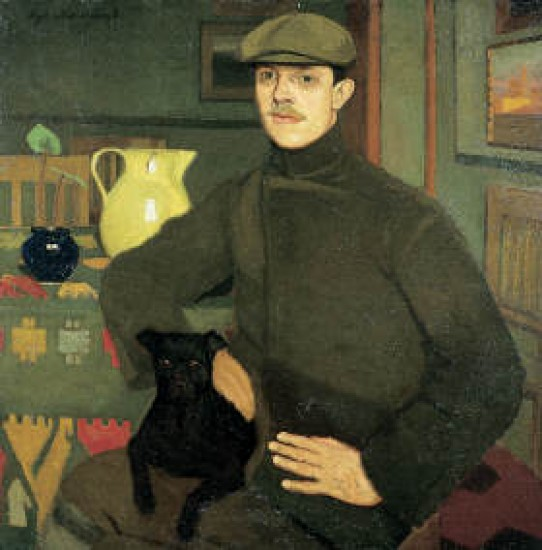
ポール・アレクサンドル博士-医師、美術愛好家[1] (1909)
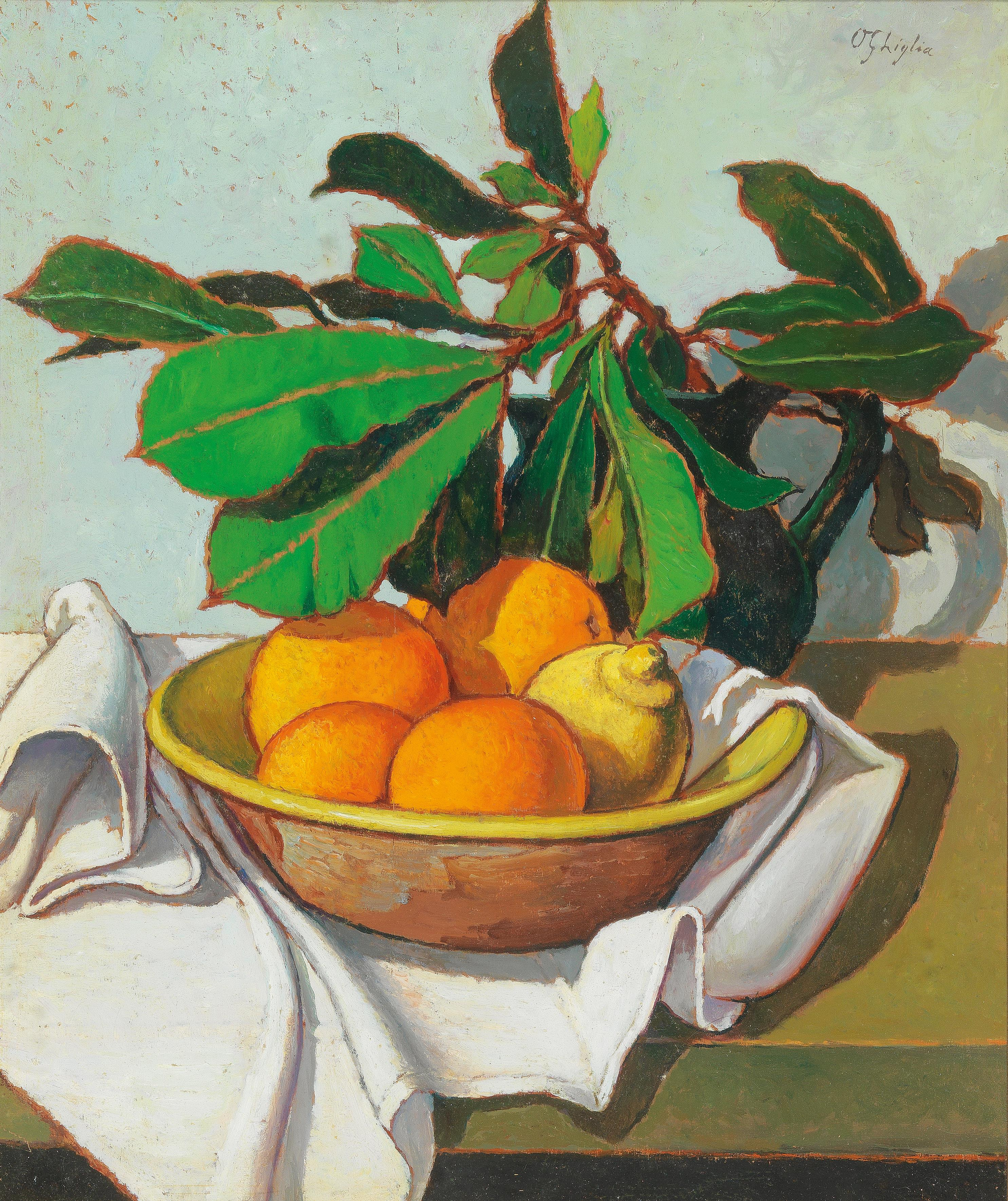
静物画
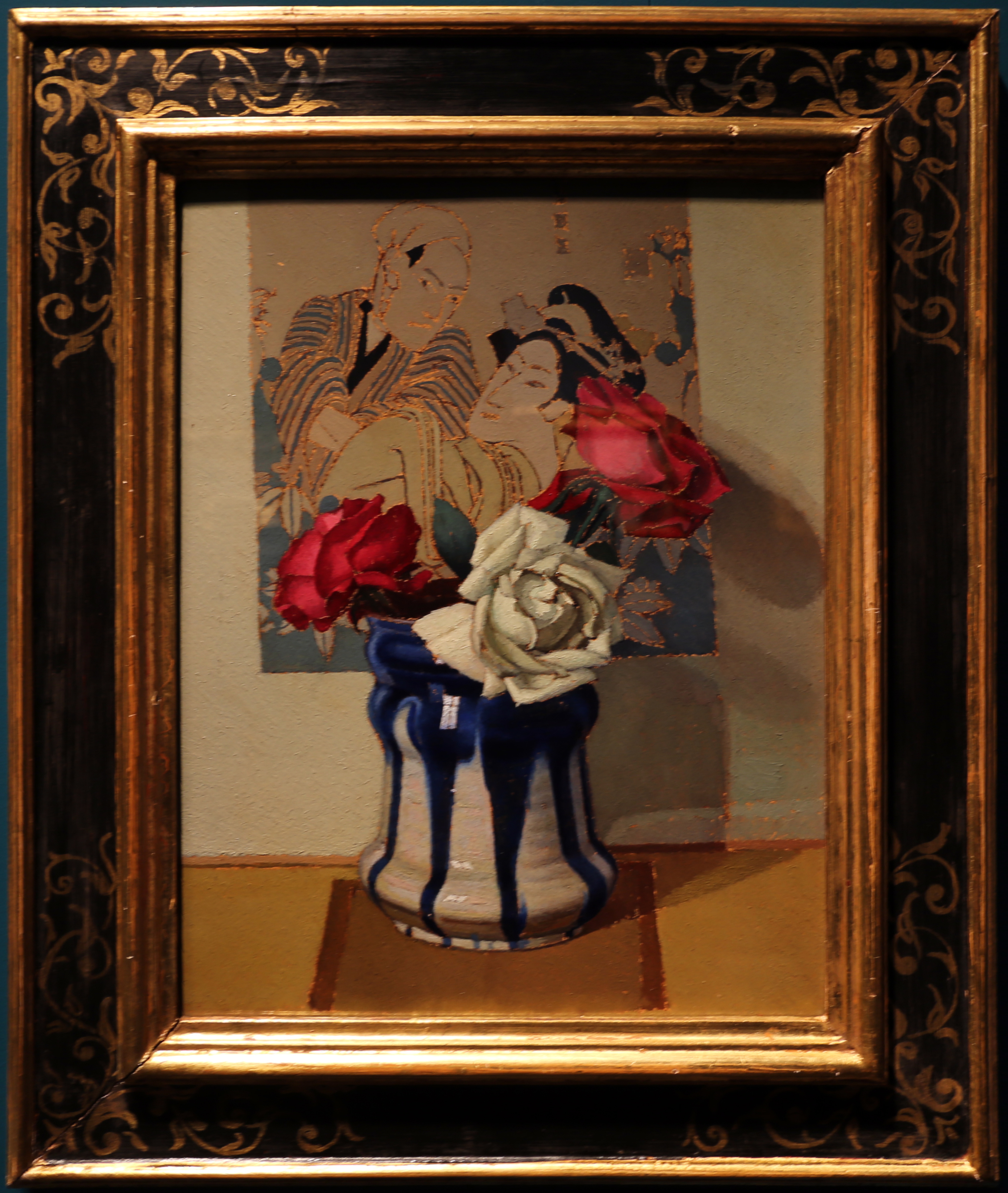
「日本の版画」 (c.1927)
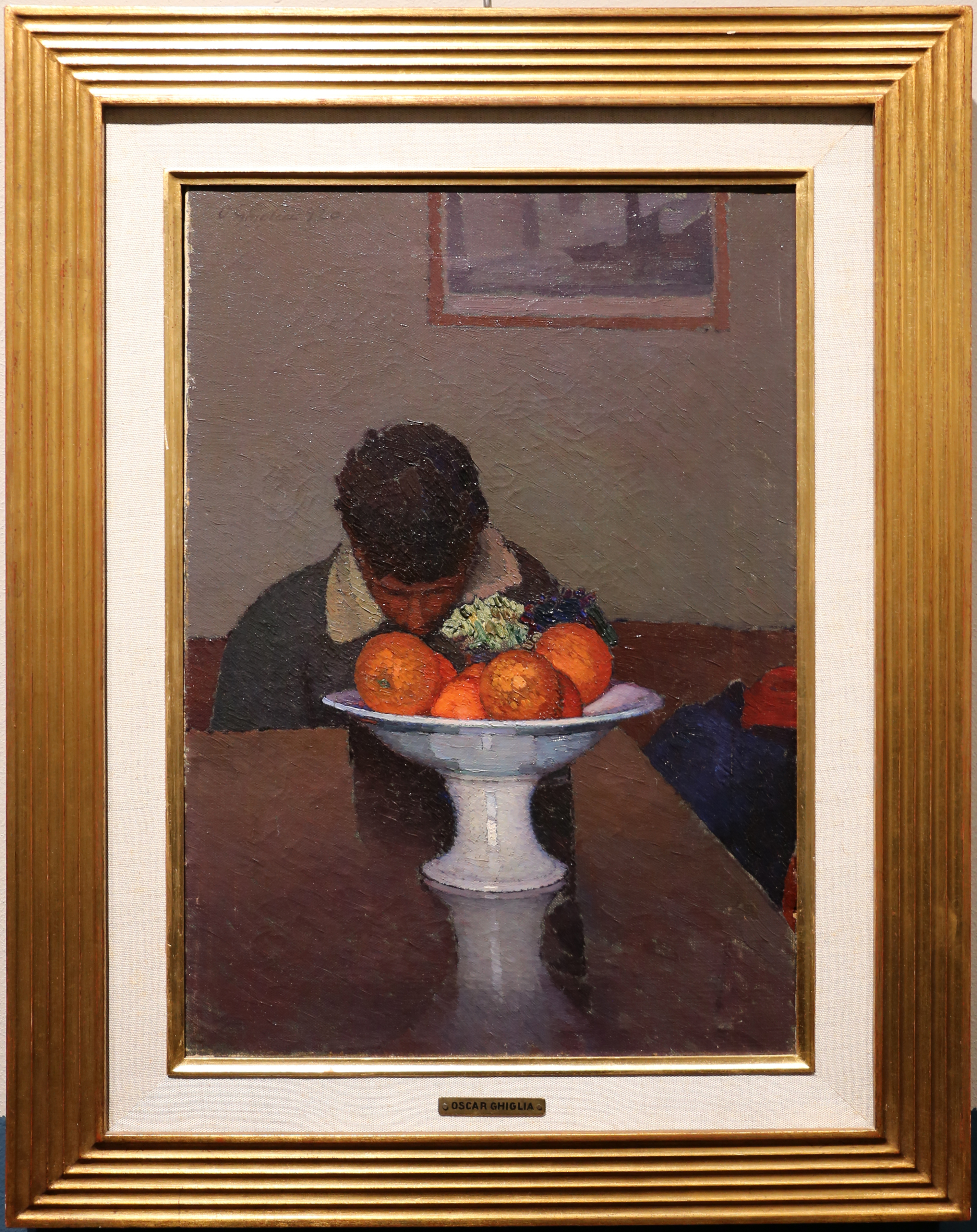
本を読むパウロ